# Kristofer Leirdal

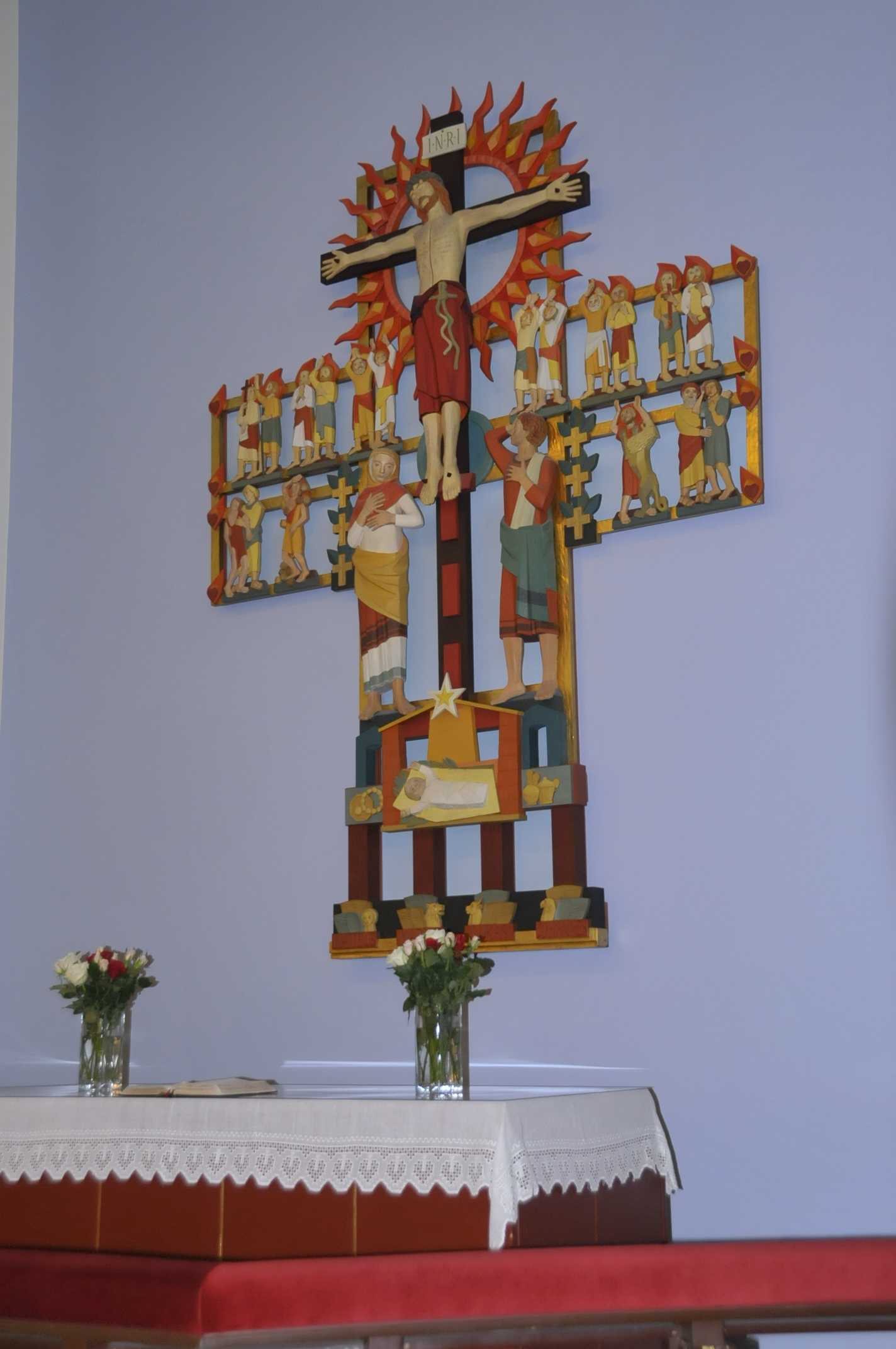
Altartavlan i Kirkenes kyrka

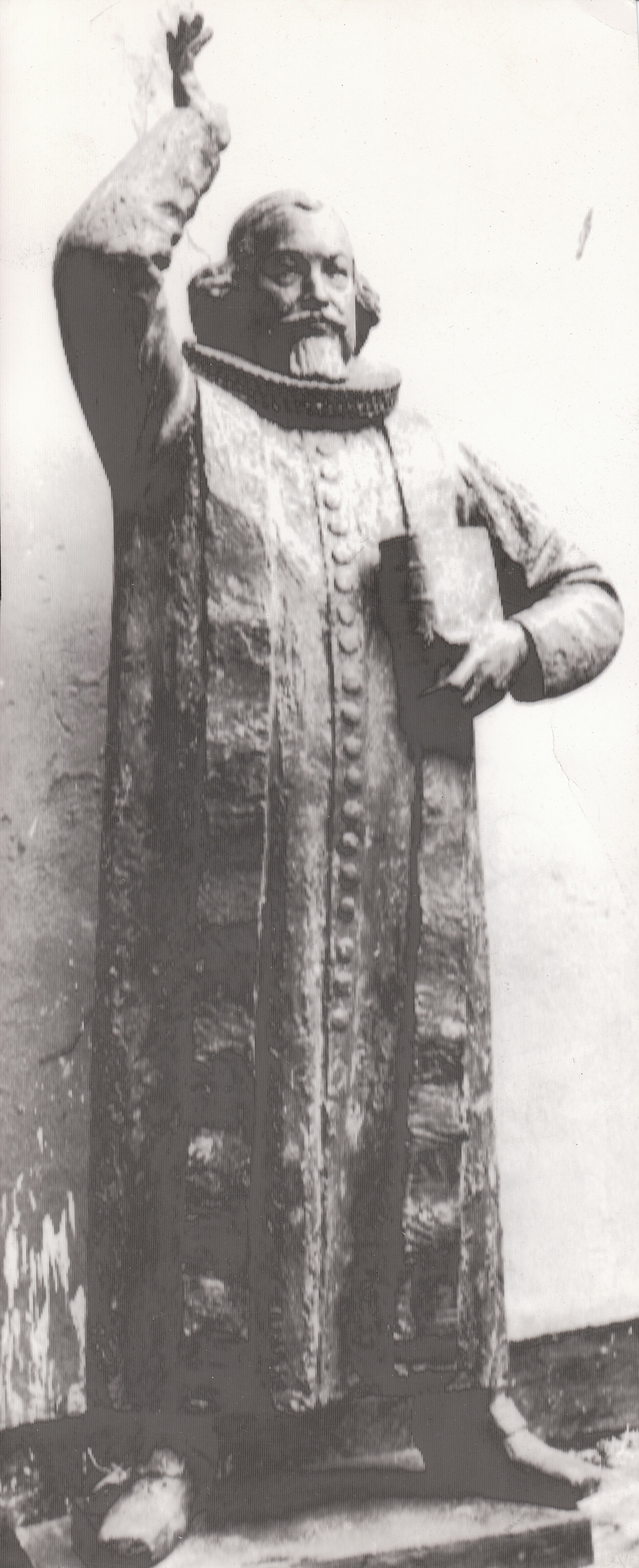
Porträtt av Peter Dass i Bodø domkyrka

Kristofer Leirdal, född 15 december 1915 Indre Leirdal i Aure, död 6 juli 2010 i Trondheim, var en norsk skulptör. 
Kristofer Leirdals far hade en snickarverkstad på sin gård och gjorde möbler, delvis snidade, bland annat träarbeten i Aure kirke efter det att kyrkan brann 1923. Kristofer Leirdal blev möbelsnickare och studerade från 1936 års ålder på möbellinjen på Statens håndverks- og kunstindustriskole i Oslo. Därefter studerade han på skulpturlinjen på Statens kunstakademi från 1938 för Wilhelm Rasmussen tills denna stängde efter den tyska invasionen 1940. Han kompletterade senare studierna vid Det Kongelige Danske Kunstakademi i Köpenhamn för Einar Utzon-Frank 1945-1946. 
Han debuterade 1941 på Høstutstillingen i Oslo. Samma år fick han tjänst som stenhuggare på Nidaros Domkirkes Restaureringsarbeider, där det också bedrevs skulptörutbildning. Leirdal studerade där hur äldre skulptur förhöll sig till arkitekturen. Vid sidan av stenhuggeriet utförde han också modelleringsarbete för skulptur till Nidarosdomen. Åren 1944–1945 skapade han en staty över den i tysk fångenskap döde musiklöjtnanten Alfred Evensen, som restes i Generalparken i Harstad.
Efter andra världskriget utförde han arbeten för Nidarosdomen, som fullföljdes av skulptörerna Sivert Donali, Stinius Fredriksen, Odd Hilt, Tone Thiis Schjetne och Knut Skinnarland.
År 1946 var han medgrundare av Konstskolen i Trondheim, där han också undervisade till 1952. Senare undervisade han arkitektstudenter i modellering på Institutt for form og farge på Norges tekniske høgskole till 1982.
Förutom Nidarosdomen gjorde han verk för andra kyrkor och institutioner. Han var gift med keramikern Aina Thiis Leirdal (1924–2018).

## Offentliga verk i urval
- An-Magritt og Hovistuten, monument över Johan Falkberget, 1967, vid Ilen kirke i Trondheim
- Mange skip og sjøfolk kom aldri i havn, krigssjömansmonumnet, 1982, Royal Garden, Trondheim
- Minnesmärke över Matthias Conrad Peterson i Ilaparken, 1997